# Sangonera la Verde
Sangonera la Verde är en ort i Spanien.   Den ligger i provinsen Murcia och regionen Murcia, i den sydöstra delen av landet, 400 km sydost om huvudstaden Madrid. Sangonera la Verde ligger 85 meter över havet och antalet invånare är 10 305.
Terrängen runt Sangonera la Verde är platt åt nordväst, men åt sydost är den kuperad. Runt Sangonera la Verde är det tätbefolkat, med 427 invånare per kvadratkilometer. Närmaste större samhälle är Murcia, 9,4 km nordost om Sangonera la Verde. Omgivningarna runt Sangonera la Verde är i huvudsak ett öppet busklandskap.